# Llantos de Siria
Cries from Syria (Llantos de Siria en Hispanoamérica) es una película documental sobre la guerra civil siria, dirigida por Evgeny Afineevsky y adquirida por HBO. Contiene video filmado por sirios y entrevistas con luchadores por la libertad, activistas, periodistas, militares desertores, refugiados, y algunos niños.
En una entrevista Afineesky dijo: «Traté de poner todas estas imágenes en contexto, para contar la historia del levantamiento, la guerra civil, el surgimiento del ISIS, las armas químicas, la intervención, para contar una historia comprensiva sobre Siria, Que produjo esta enorme crisis humanitaria, esta crisis de refugiados que nuestro mundo no ha tenido desde la Segunda Guerra Mundial, Esa fue mi meta. No sólo trataba de reunir las imágenes, trataba de formar una historia comprensiva para que así las personas no sólo puedan aprender de los errores históricos, sino que puedan revaluar lo que tenemos en nuestras manos».[cita requerida]